# Optomerus rufotibialis
Optomerus rufotibialis är en skalbaggsart som först beskrevs av Dmytro Zajciw 1968.  Optomerus rufotibialis ingår i släktet Optomerus och familjen långhorningar. Inga underarter finns listade i Catalogue of Life.